# Anisodes punctata
Anisodes punctata là một loài bướm đêm trong họ Geometridae.